# Mistley
Mistley – wieś w Anglii, w hrabstwie Essex, w dystrykcie Tendring. Leży 48 km na północny wschód od miasta Chelmsford i 97 km na północny wschód od Londynu.